# Свети Димитър (Битуша)
Вижте пояснителната страница за други значения на Свети Димитър.
„Свети Димитър“ (на гръцки: Ιερός Ναός Αγίου Δημητρίου) е възрожденска православна църква в леринското село Битуша (Пирги), Гърция, част от Леринската, Преспанска и Еордейска епархия на Вселенската патриаршия, под управлението на Църквата на Гърция.
Църквата е гробищен храм, разположен в югозападната част на селото. В архитектурно отношение е трикорабна базилика с дървен покрив, трем на север и камбанария. Според запазения ктиторски надпис е построена в 1837 година и изписана в 1844 година от Йоан Михаил и Михаил от Хионадес с парите на Аврам и Божин:
| „ | 1837 / (Ίγέρθη έκ βάθρων). Ίστο(ρήθη ό ναός ούτος τοϋ μεγαλομάρτυρος) / Δημητρίου (τοϋ μυροβλήτου Κ. άρχειρεύς) Γεράσιμος / (καί εφημέριος Παπακυ) ήλΐαζ. Ιστορηθεις δε (διά χειρός Ιωάννου) / και μηχαήλ χιοναδίτε και / καταγόμενοι (εκ τουρνούβου) / και επητροπεύοντος κύριος άβραάμ και / ό / ηός αυτοΰ μποζην (και της χώρας) καλουμενης μπιτούσια / δι εξόδων. / εν Ιτει. 1844 Ιουλίω: 15: τέλος. | “ |

В храма е запазена ценна икона на Христос Вседържител от 16221/1622 година, която според Виктория Поповска-Коробар е дело на първия зограф от Сливнишкия манастир (1606/1607), тъй като почеркът на славянския текст на евангелието, което държи Христос е същият като този в ктиторския надпис в Сливница. Според нея това може би е Илия Зограф, чието дело са стенописите в „Св. св. Теодор Тирон и Теодор Стратилат“ в Добърско и стенописите в „Свети Архангели Позерски“ в Костур. Иконата в Битуша е дарена от някой си поп Михаил.